# جيمس إل. د. موريسون
جيمس إل. د. موريسون (بالإنجليزية: James L. D. Morrison)‏ هو محامي وضابط وسياسي أمريكي، ولد في 12 أبريل 1816 بكاسكاسكيا في الولايات المتحدة، وتوفي في 14 أغسطس 1888 بسانت لويس في الولايات المتحدة. حزبياً، نشط في الحزب الديمقراطي. وقد انتخب عضو مجلس نواب إلينوي وانتخب عضو مجلس النواب الأمريكي.